# ئی جیه
ئی جیه (انگلیسی: E Jie؛ زادهٔ ۲۴ ژوئن ۱۹۶۷) شمشیرباز زن اهل چین بود. وی در بازی‌های المپیک تابستانی ۱۹۹۲ شرکت کرده‌است.